# Miodesopsias
Las miodesopsias (del griego μυῖα [myie], 'mosca', ειδής [eidos], 'formas' y ὄψις [ops], 'visión'), también llamadas moscas volantes (del latín muscae volitantes) o cuerpos flotantes, son un fenómeno ocular que se manifiesta en la visión como un conjunto de manchas, puntos o filamentos (a veces en forma de telaraña) suspendidos en el campo visual, que no se corresponden con objetos externos reales.

## Definición
Las miodesopsias consisten en la visión de cuerpos flotantes borrosos que se desplazan con inercia con los movimientos del globo ocular. Se perciben especialmente bien en las situaciones de contrastes intensos (página en blanco, cielo claro, etcétera).
Son el resultado de la presencia de opacidades que se forman en el humor vítreo, el cuerpo gelatinoso que rellena el globo del ojo y que, con el paso de la luz, proyectan su sombra sobre la retina. En la mayor parte de los casos, son una consecuencia natural del envejecimiento de este cuerpo vítreo, que va perdiendo agua y disminuyendo de volumen. En consecuencia, las proteínas vítreas que han perdido agua se condensan perdiendo transparencia. Sin embargo, también pueden estar presentes en individuos jóvenes en casos de traumatismos oculares. Aunque estas manchas parecen estar frente al ojo, en realidad flotan en el interior de este.

## Causas

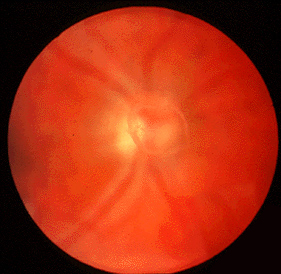
Anillo de Weiss: este cuerpo flotante con forma de anillo suele verse cuando el humor vítreo se separa de la parte posterior del ojo.

Se han identificado como principales factores predisponentes la edad (aunque esto no quiere decir que no lo padezca gente joven, incluso niños) y la miopía. Se observa un aumento en la incidencia de las miodesopsias con la edad. En el segundo caso, se argumenta que los miopes, por disponer de un ojo más alargado, tienden a acelerar el proceso de desprendimiento vítreo.[cita requerida]
En cualquier caso, no se ha conseguido identificar con precisión la relación causa-efecto, dado que los factores indicados no explican de por sí la aparición y la progresión de las moscas volantes. También se apuntan la diabetes y las operaciones de cataratas como causa de su aparición. En una proporción mucho menor, las miodesopsias pueden ser consecuencia de una enfermedad ocular grave, como la uveítis, hemorragia vítrea o desprendimiento de retina. A veces pueden ser ocasionadas por incidencia de luz directa de tipo láser sobre el ojo, provocando la condensación del humor vítreo dentro del ojo. También pueden provocarlos la administración de ciertos antibióticos como la azitromicina.[cita requerida]
Otra causa de las miodesopsias son los acúmulos de cadenas proteicas en la cámara anterior, el volumen de las cuales no puede ser absorbido por la red trabecular.[cita requerida]
La principal diferencia entre las miodesopsias del humor vítreo y el humor acuoso es el movimiento de las manchas. En el humor vítreo las miodesopsias permanecen estables e inmóviles, debido a que la zona desprendida siempre se encuentra en el mismo lugar. En cambio, en el humor acuoso las cadenas de proteínas viajan en este medio, con lo cual no aparecen siempre en el mismo lugar.[cita requerida]

## Problemática
En la mayoría de los casos las miodesopsias se consideran una circunstancia normal e inocua, que no compromete la visión. El paciente se puede sentir frustrado porque sabe que no existe una solución efectiva y segura al problema, por lo que tiene que vivir el resto de su vida con ellas.[cita requerida]
Parece que las moscas volantes son un pequeño defecto en el humor vítreo; sin embargo para muchos de los afectados pueden significar un problema si aumentan mucho de tamaño, ya que entonces menoscaban la capacidad de atención y de concentración.[cita requerida]
Si son muy densas pueden provocar una visión borrosa cuando pasan por delante. En una proporción más reducida, pueden estar relacionadas con procesos que comprometen la integridad de la retina. Por ello, cuando aparecen de forma muy repentina o asociadas a fotopsias (destellos de luz), debe acudirse a consulta médica. En este caso, el procedimiento de diagnóstico suele conllevar un examen del fondo de ojo, por medio del cual se examina el estado de la retina para descartar la existencia de una enfermedad o lesión grave. En estos casos, las miodesopsias tienen la consideración de síntoma.[cita requerida]

## Tratamiento
No existe un tratamiento efectivo y seguro contra las miodesopsias (con la excepción de la cirugía en algunos casos). Cuando las opacidades son pocas, tras unos meses los pacientes se adaptan a ellas, amortizándolas en su campo de visión. No obstante, las moscas raramente desaparecen físicamente y se mantienen visibles, en particular al mirar superficies homogéneas, como el cielo despejado.[cita requerida]
No se ha demostrado relación entre las opacidades vítreas y el uso de complejos vitamínicos basados en vitamina A, luteína y otros componentes. No existen datos objetivos ni referencias médicas de pacientes que hayan mejorado sus opacidades como consecuencia del consumo de estos preparados.[cita requerida]
Cabe referir dos recursos de gran excepcionalidad en el tratamiento de miodesopsias. Por una parte está la vitrectomía, que es propia de otras problemáticas oculares, pero que va teniendo más aceptación en el mundo para ser utilizada en la miodesopsia. Esta cirugía consiste en la extracción del humor vítreo y su sustitución por una solución salina. Por la otra, está el uso de la fotodisrupción por medio del láser. Este método trata las opacidades con descargas láser. En unos casos se busca disgregarlas para hacerlas menos visibles, y en otros desprender sus anclajes, para que se desplacen a la periferia del campo visual. Se ha argumentado que es un método no exento de riesgos sobre la retina y de cuestionable eficacia sobre el problema en sí.[cita requerida]
Las recomendaciones generalmente aceptadas se basan en aprender a convivir con las miodesopsias utilizando los siguientes procedimientos:
- No «perseguir» las «manchas» con la mirada ni tratar de enfocarlas; no hacerles caso como si fuesen moscas reales.
- Cuando se trabaja con computadores y aparecen en el monitor, no perseguirlas. Aunque resulte difícil concentrarse, continuar con lo que se estaba haciendo.

Se recomienda acudir a consulta de oftalmología si repentinamente: 
- Aparecen muchos cuerpos flotantes.
- Se perciben centelleos de luz (cuando el humor vítreo roza la retina o tira de ella, causa la sensación de centelleos de luz). Los destellos luminosos similares a un rayo, comunes cuando se produjo desprendimiento de retina, se denominan fotopsias.[2]
- Se sufre la pérdida de la visión lateral (esto es más frecuente en personas de más de 45 años).

### Vitrectomía
En términos simples, la vitrectomía consiste en reemplazar el humor vítreo del ojo por una solución salina. Dado que la solución salina no tiene los complejos componentes del humor vítreo, ésta no se descompone en el tiempo, y todos los problemas con los cuerpos flotantes no solamente quedan resueltos sino que también se evita su aparición en el futuro.[cita requerida]
Sin embargo, este es un procedimiento invasivo poco recomendado, a menos que el problema con las moscas volantes sea de extrema gravedad. Si se tiene un gran número de miodeopsias en los ojos que interfieren con la capacidad de trabajo o con la capacidad de interactuar en un entorno normal, si es que realmente los cuerpos flotantes obstruyen la vista, entonces esta operación es necesaria.
En la vitrectomía se introduce una aguja hueca en el ojo y se extrae una parte del humor vítreo.
Se intenta extraer la parte del humor vítreo que contiene la mayor cantidad de cuerpos flotantes. En cualquier caso, la mayor parte de las moscas volantes se extraerán junto con la porción del humor vítreo eliminado, porque el médico tiende a eliminar el núcleo acuoso del humor.
La eliminación de una parte del humor vítreo deja un espacio vacío en el ojo que se rellena con una solución salina estéril. De allí que se considere este procedimiento como muy invasivo. Incluso con las mayores precauciones, hay un cierto riesgo de infección y la consiguiente pérdida de la vista, a lo que se suma el riesgo de desarrollar cataratas, así como la posibilidad de que la propia retina pueda desprenderse. Todas estas complicaciones pueden conducir a la ceguera en el ojo afectado. A veces puede convenir al paciente tolerar una afección relativamente leve (miodesopsia), en vez de exponerse a complicaciones mucho más graves. En general, no se aconseja la alternativa quirúrgica salvo como última opción.[cita requerida]
Sin embargo, para algunas personas las miodeopsias pueden ser un problema muy grave y un tratamiento con láser o cirugía es importante pues afectan al ejercicio de su profesión. En tal caso, una intervención quirúrgica podría de hecho ser necesaria.

### La vitreolisis
Una opción quizás más viable y más segura es un tratamiento con láser, llamado vitreolisis, que utiliza un láser quirúrgico, también llamado láser oftálmico, para eliminar los cuerpos flotantes dentro del ojo. Las moscas volantes son el blanco de un láser quirúrgico, y alrededor de un centenar de pequeñas explosiones se disparan en cada una. Estos estallidos tienden a borrar el cuerpo flotante por completo, en lugar de romperlo en muchos más pequeños. Este procedimiento tiene un alta tasa de éxito, con pocas o ninguna complicación. También tiene una mínima posibilidad de infección. La visión puede ser un poco borrosa por unos días, y en una pequeña cantidad de casos hay un ligero aumento de presión en el ojo, pero aparte de esto es quizás uno de los mejores procedimientos eficaces para hacer frente a las miodeopsias. Además, es necesario tener en cuenta que a veces un procedimiento con láser puede en realidad aumentar la cantidad de cuerpos flotantes en lugar de su disminución, aunque esto no es muy común.[cita requerida]

## Casos históricos especiales
El 24 de marzo de 2015 ocurrió la masacre del Vuelo 9525 de Germanwings, al estrellarse en los Alpes franceses, al mando del copiloto Andreas Lubitz. La versión oficial afirmó que provocó la caída del Airbus de forma deliberada, aunque se desconocen los motivos. Se ha confirmado que el piloto padecía problemas psicológicos y tendencias suicidas. Pero antes de todos estos problemas de carácter psiquiátrico, visitó cuarenta y seis especialistas, entre ellos oftalmólogos, que no encontraron solución a sus miodesopsias, que le impedían conciliar el sueño y que le impedían ver los objetos en la oscuridad.